# Landzwang
Der Landzwang ist die Androhung von gemeingefährlichen Straftaten, die dazu führen, dass der öffentliche Friede gestört wird. 
Der öffentliche Friede (nach mittelalterlicher Terminologie Landfriede) sollte dadurch gestört sein, dass die Drohung das Bewusstsein der Bevölkerung insoweit erschütterte, dass sie nicht in Ruhe und Frieden leben konnte. Als Bevölkerung wurde bereits ein größerer Personenkreis angesehen.
Die erste Erwähnung des Landzwangs geschah in den Augsburger Chroniken 1475. Im altertümlichen Recht wurde als Landzwang auch die rechtswidrige Anrufung eines auswärtigen Spruchkörpers bezeichnet. Eng verwandt ist der Landfriedensbruch.

## Deutschland
Nach dem deutschen Recht wurde der Landzwang des ehemaligen § 126 StGB in „Störung des öffentlichen Friedens durch Androhung von Straftaten“ (auch § 126 StGB nF) umbenannt, um neben den gemeingefährlichen Straftaten weitere Verbrechen hinzuzufügen.

## Österreich
In Österreich ist die Vorschrift in § 275 StGB weiterhin als Landzwang tituliert. Sie lautet:
(1) Wer die Bevölkerung oder einen großen Personenkreis durch eine Drohung mit einem Angriff auf Leben, Gesundheit, körperliche Unversehrtheit, Freiheit oder Vermögen in Furcht und Unruhe versetzt, ist mit Freiheitsstrafe bis zu drei Jahren zu bestrafen.
(2) Hat die Tat
1. eine schwere oder längere Zeit anhaltende Störung des öffentlichen Lebens,
2. eine schwere Schädigung des Wirtschaftslebens oder
3. den Tod eines Menschen oder die schwere Körperverletzung (§ 84 Abs. 1) einer größeren Zahl von Menschen zur Folge oder sind durch die Tat viele Menschen in Not versetzt worden, so ist der Täter mit Freiheitsstrafe von sechs Monaten bis zu fünf Jahren zu bestrafen. 
(3) Hat die Tat aber den Tod einer größeren Zahl von Menschen nach sich gezogen, so ist der Täter mit Freiheitsstrafe von einem bis zu zehn Jahren zu bestrafen.
Die Absätze 2 und 3 wurden 2001 hinzugefügt.

## Schweiz
Eine vergleichbare Regelung zum Landzwang wie in Österreich gibt es nicht. Am ehesten vergleichbar ist Art. 258 StGB-CH, "Schreckung der Bevölkerung", nach dem das Androhen und Vorspiegeln von Gefahr für Leib, Leben und Eigentum, wodurch die Bevölkerung in Schrecken versetzt wird, mit Strafe bedroht wird.